# Джозеф О'Коннор
Джозеф О'Коннор (нар. 1963) — впливовий сучасний ірландський письменник і журналіст. Його історичний роман «Зоря морів» у 2002 році став світовим бестселером номер один.

## Біографія

«Зоря морів», 2021

Джозеф О'Коннор народився в Дубліні, брат відомої ірландської співачки Шинед О'Коннор. Ще з дитинства любив читати. Його батько Шон, інженер-конструктор, пізніше став адвокатом, захоплювався вікторіанською поезією та оперою, а мати Марі — творчістю Оскара Вайльда та Кейт О'Брайен.
Закінчив Університетський коледж Дубліна (ступінь магістра англо-ірландської літератури), навчався в аспірантурі Оксфордського університету, здобув ступінь магістра сценарного мистецтва в Університеті Лідса. У студентські роки працював як журналіст, рецензент і оглядач у журналах Magill та The Sunday Tribune.
Він автор дев'ятьох романів, що здобули широке визнання і стали бестселерами, серед них «Ковбої та індіанці» (1991), психологічний трилер «Продавець», «Водоспади спокути», «Гра тіней» і «Зоря морів». У 1994 році The Sunday Tribune попросила його висвітлити пригоди ірландських футбольних уболівальників на тогорічному чемпіонаті світу в Америці. Його розгорнутий подорожній щоденник ліг в основу збірки «Таємний світ ірландського чоловіка», що теж стала бестселером в Ірландії.
Його книги зібрали чимало нагород: французька літературна Премія ім. Мадлен Цептер за європейський роман року, французька Премія Millepages, італійська літературна Премія фундації Джузеппе Ачербі, премія Американського бібліотечного товариства, ірландська Премія PEN з літератури та чимало інших. Роман «Зоря морів» здобув Премію Hennessy та Sunday Tribune «Зала слави», літературну Премію газети Irish Post, був внесений до престижного щорічного списку Нью-Йоркської публічної бібліотеки «Книги, які варто запам'ятати». Це найпродаваніший роман у Великій Британії впродовж 2004 року. Українською мовою «Зоря морів» вийшла 2021 року у видавництві «Астролябія» у перекладі Ярослави Стріхи. Книга увійшла до списку найкращі українські книжки 2021 року за версією ПЕН у номінації Зарубіжна література.
Твори Джозефа О'Коннора на сьогодні перекладено 40 мовами.